# Ceriana delicatula
Ceriana delicatula är en tvåvingeart som först beskrevs av Hull 1941.  Ceriana delicatula ingår i släktet griffelblomflugor, och familjen blomflugor. Inga underarter finns listade i Catalogue of Life.